# 圆头楔蚌
圆头楔蚌（学名：Cuneopsis heudei）为蚌科楔蚌属的动物，俗名锥蚌、阿氏楔蚌、老窝贼、条梗，是中国的特有物种。分布于河北、山东、浙江、江苏、安徽、江西、湖北、湖南等地，主要生活于水深1-2米的湖泊以及河流。